# History (Italia)
History, precedentemente noto come The History Channel, è un canale televisivo tematico italiano a pagamento, edito da A+E Networks Italia e disponibile sulle piattaforme Sky Italia e UPC Svizzera. Fino al 2012 era controllato da Fox Networks Group Italy e A&E Networks.

## Contenuti
Il palinsesto è costituito da documentari che coprono un vasto campo di periodi e temi, mentre gli argomenti affini sono spesso raccolti in settimane a tema o maratone giornaliere a carattere scientifico, pseudoscientifico e anche di fantascienza. Per via dei suoi contenuti pseudodocumentari, spesso infondati, pseudoscientifici e fantascientifici, e quindi del suo abuso del termine "storia", il canale è stato aspramente criticato da numerosi scienziati, storici e studiosi accademici.
I temi trattati sono la storia militare (con particolare riferimento alla seconda guerra mondiale), la storia medievale, la storia del diciannovesimo e ventesimo secolo, la storia della tecnologia e le biografie di importanti personalità narrate con l'ausilio di ricostruzioni e interventi di storici e testimoni, ma a volte anche fatti moderni come la serie "Guerra di confine" che parla della polizia di confine americane nel loro lavoro quotidiano.

## Storia
History è stato lanciato da A&E Networks negli Stati Uniti d'America il 1º gennaio 1995 con il nome The History Channel. Oggi il canale, oltre ad essere presente in Italia (in 2 versioni: History HD e History +1), è presente in svariate nazioni: Canada, Germania, Inghilterra, Australia, Nuova Zelanda, Portogallo, Irlanda, Israele, Spagna, Polonia, Turchia, Paesi Bassi, Belgio, Romania, Serbia, Sudafrica, America Latina e Asia meridionale.
Il canale, tra febbraio e marzo 2008, ha modificato totalmente la sua brand identity, prima cambiando il logo e in seguito il nome da The History Channel a History.
La versione italiana del canale ha iniziato le trasmissioni il 31 luglio 2003, in concomitanza con la nascita della pay tv Sky Italia. Inizialmente, il palinsesto della versione italiana ha semplicemente tradotto serie realizzate per il canale anglofono, per poi realizzare alcune produzioni sulla storia d'Italia specificamente rivolte al pubblico italiano.
Dal 1º dicembre 2011 il canale insieme al suo timeshift sono trasmessi in formato panoramico 16:9 e dal 1º febbraio 2012 è nato il canale simulcast History HD che trasmette in alta definizione.
Dal 9 settembre 2020 il canale è visibile esclusivamente in HD sul satellite; tuttavia la versione SD del canale continua ad essere disponibile in streaming su Sky Go.
Il 18 marzo 2021 la versione SD del canale viene definitivamente chiusa e sostituita dalla versione HD anche su Sky Go.
Il 1º luglio 2021 i canali si trasferiscono rispettivamente alle numerazioni 411 e 412.
Il 1º novembre 2023 i canali si trasferiscono rispettivamente alle numerazioni 409 e 410.
L'8 novembre 2023 viene confermata la presenza del canale sulla piattaforma Sky Italia fino ad ottobre 2025.

## Altre versioni

### History +1
History +1 è la versione timeshift del canale che trasmette la programmazione posticipata di un'ora, è sintonizzabile nelle posizioni 119 e 409 di Sky.

### History HD
History HD è la versione simulcast in alta definizione del canale, nato il 1º febbraio 2012 è sintonizzabile nelle posizioni 118 e 410 di Sky.

## Programmi trasmessi
- 007: La grande beffa di Hitler
- 2012: L'ultima profezia
- 6000 Anni di droga
- A caccia di mostri
- A caccia di Tesori
- A caccia di Ufo
- Affari al buio
- Affari al buio - New York
- Affari al buio - Texas
- Affari di famiglia
- All'ultimo sangue
- Alla ricerca della mummia perduta
- Alla ricerca della verità
- Alone
- America. Ultima frontiera
- Auschwitz, la fabbrica dello sterminio
- Band Of Brothers
- Antiche invenzioni
- Bigfoot - La vera storia
- Biography
- Bisturi e sangue
- Cerco affari disperatamente
- Check Point Pasta
- Clint Eastwood
- Cocaina: 5000 anni di storia
- Colosseo: il teatro dei gladiatori
- Corea del Sud: una nazione da guardare
- Cospirazione Polare
- Costruzione di un impero
- Da dove provengono
- De Gustibus - L'epica storia degli italiani a tavola
- Delitti
- Delitti passati alla storia
- Deportati e Sterminati
- Dio esiste? Verità tra scienza e fede
- Effetto Nostradamus
- Egitto: Alla ricerca della civiltà perduta
- Enigmi alieni
- Enzo Ferrari: il cavallino vincente
- Essere Claudia Cardinale
- Essere Sofia Loren
- Franco - lo spirito di un dittatore
- Fuga da Alcatraz - La vera storia
- Gettysburg
- Giochi di guerra
- Gli Apostoli del Nazismo
- Gli eroi del ghiaccio
- Gli scandali sessuali di JFK
- Gli ultimi giorni dell'URSS
- Grandi condottieri
- Hangar 1: The UFO Files
- Hitler e i suoi Indiana Jones
- I bambini nascosti
- I falsari di Hitler
- I fantasmi del Terzo Reich
- I figli dell'antisemitismo
- I grandi errori della storia
- I misteri di Fatima
- I miti della Formula 1
- I segreti della CIA
- Il 3D che sconfisse Hitler
- Il caso Roselli. Un delitto di regime
- Il complotto della lampadina
- Il faraone che costruì l'Egitto: Cheope
- Il faraone che costruì l'Egitto: Ramses
- Il fuoco di spade
- Il lato nascosto degli archivi
- Il lato oscuro del potere
- Il mistero del volo 447
- Il segreto del mio successo
- In principio era la Terra
- Indovina come è fatto
- Internet: la rivoluzione globale
- Invenzioni impossibili
- Josef Fritzl, il mostro in famiglia
- Knightfall
- L'aereo segreto di Hitler
- L'era spaziale
- L'ultima frontiera di Roma
- L'ultima lettera di Don Milani
- L'uomo che terrorizzò il mondo
- La battaglia d'Inghilterra
- La battaglia delle nazioni
- La crisi del 1929
- La fabbrica dei mostri
- La febbre del sabato sera - la vera storia
- La fine della finanza
- La guerra degli Dei
- La guerra segreta
- La leggenda dei cavalieri templari
- La linea d'ombra
- La macchina da guerra romana
- La mala del Brenta - La vera storia
- La megalomania del Fuhrer
- La memoria sopravvissuta
- La minaccia dei cieli
- La principessa vampiro
- La scienza e la svastica
- La scienza segreta di Hitler
- La storia dell'universo
- La Terra dopo l'uomo
- La vera storia di Jack lo squartatore
- Le battaglie d'Europa
- Le donne di Hitler
- Le radici della civiltà
- Le SS: incarnazione del terrore
- Le ultime verità sulla sindone
- Lo Schindler dei bambini
- Lo squalo - La vera storia
- Madoff: la truffa del secolo
- Mankind: la storia di tutti noi
- Medici - Padrini del Rinascimento
- Missione restauro
- Monaco 1972: olimpiadi di sangue
- Mondi perduti
- Nazi Hunter: a caccia di Nazisti
- Nei panni del Presidente
- Occidente: i segreti del successo
- Ogni storia ha un prezzo
- Olocausto: la fabbrica del male
- Pazzi per la Storia
- Quando la terra era ferma
- Radici
- Regan: l'uomo che fece la storia
- Rocky - La vera storia
- Roma, il trionfo e la caduta
- Roma, nascita e caduta di un impero
- Segreti di Guerra
- Segreti Svelati
- Sons of Liberty - Ribelli per la libertà
- Space Race
- Stan Lee's Superhumans
- Storia ad Alta Tensione
- Storia dell'Universo
- Storia della Prima Repubblica
- Storia proibita del '900 italiano
- Strano ma Vero
- Tesla X-Files[5]
- The Kennedys
- Ti presento i Romani
- Tutto fa storia in pillole
- Un obiettivo sulla storia
- Una notte al museo
- Uomini ad alta tensione
- Vesuvio: la furia di un vulcano
- Vietnam in HD
- Vikings
- Vivere nel Medioevo
- Wild West
- World Wars - Il mondo in guerra
- WWII: Gli archivi ritrovati
- WWII: La guerra degli Italiani

## Ascolti

### Share mensile di History
Giorno medio mensile su target individui 4+.
|      | Gennaio | Febbraio | Marzo | Aprile | Maggio | Giugno | Luglio | Agosto | Settembre | Ottobre | Novembre | Dicembre | Media anno |
| ---- | ------- | -------- | ----- | ------ | ------ | ------ | ------ | ------ | --------- | ------- | -------- | -------- | ---------- |
| 2012 | 0,08%   | 0,09%    | 0,08% | 0,09%  | 0,09%  | 0,09%  | 0,12%  | 0,10%  | 0,10%     | 0,08%   | 0,09%    | 0,09%    | 0,09%      |
| 2013 | 0,09%   | 0,08%    | 0,08% | 0,09%  | 0,08%  | 0,11%  | 0,11%  | 0,12%  | 0,08%     | 0,09%   | 0,09%    | 0,08%    | 0,09%      |
| 2014 | 0,09%   | 0,07%    | 0,07% | 0,07%  | 0,06%  | 0,07%  | 0,10%  | 0,07%  | 0,07%     | 0,06%   | 0,06%    | 0,06%    | 0,06%      |
| 2015 | 0,06%   | 0,06%    | 0,05% | 0,05%  | 0,05%  | 0,06%  | 0,05%  | 0,06%  | 0,05%     | 0,05%   | 0,05%    | 0,06%    | 0,05%      |
| 2016 | 0,04%   | 0,05%    | 0,06% | 0,04%  | 0,05%  | 0,04%  | 0,05%  | 0,04%  | 0,04%     | 0,04%   | 0,03%    | 0,05%    | 0,04%      |
| 2017 | 0,04%   | 0,04%    | 0,03% | 0,04%  | 0,04%  | 0,05%  | 0,05%  | 0,05%  | 0,05%     | 0,05%   | 0,05%    | 0,05%    | 0,05%      |
| 2018 | 0,05%   | 0,04%    | 0,04% | 0,03%  | 0,03%  | 0,04%  | 0,04%  | 0,04%  | 0,04%     | 0,04%   | 0,04%    | 0,04%    | 0,04%      |
| 2019 | 0,04%   | 0,04%    | 0,04% | 0,04%  | 0,04%  |        |        |        |           |         |          |          |            |
| 2020 |         |          |       |        |        |        |        |        |           |         |          |          |            |
| 2021 |         |          |       |        |        |        |        |        |           |         |          |          |            |
| 2022 |         |          |       |        |        |        |        |        |           |         |          |          |            |
| 2023 |         |          |       |        |        |        |        |        |           |         |          |          |            |
| 2024 |         |          |       |        |        |        | 0,05%  | 0,05%  |           |         | 0,04%    | 0,05%    | 0,04%      |
| 2025 | 0,05%   | 0,04%    | 0,04% | 0,04%  | 0,04%  | 0,04%  |        |        |           |         |          |          |            |

## Loghi

31 luglio 2003 - 20 marzo 2008
20 marzo 2008 - 16 dicembre 2015
16 dicembre 2015 - settembre 2023
In uso da settembre 2023